# 乌隆 (涅夫勒省)
乌隆（法語：Oulon，法語發音：[ulɔ̃]）是法国涅夫勒省的一个市镇，属于卢瓦尔河畔科讷库尔区。

## 地理
乌隆（47°11'57"N, 3°23'53"E）面积10.99 平方千米，位于法国勃艮第-弗朗什-孔泰大區涅夫勒省，该省份为法国中部省份，北至约讷省，西北接卢瓦雷省，西接谢尔省，南至阿列省，东南接索恩-卢瓦尔省，东临科多尔省。
与乌隆接壤的市镇（或旧市镇、城区）包括：蒙特努瓦松、日里、吕尔西堡、穆西、普雷姆里、圣弗朗希。

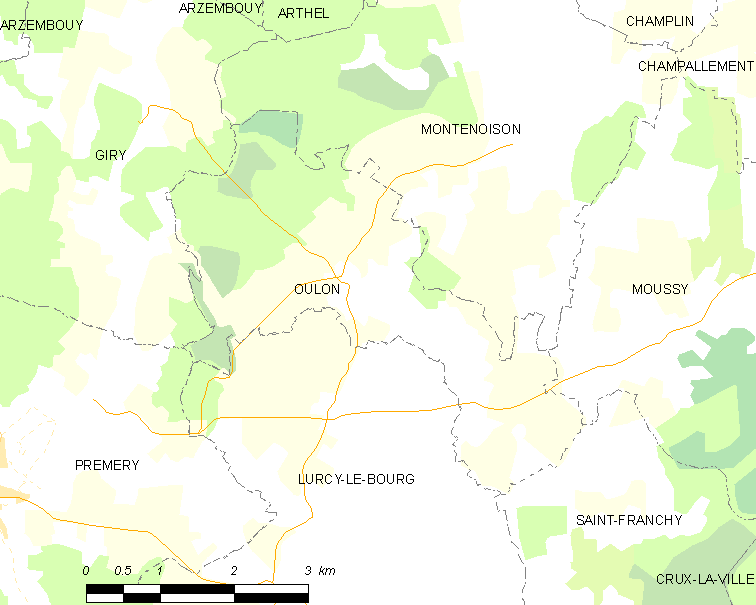
的OSM定位图

乌隆的时区为UTC+01:00、UTC+02:00（夏令时）。

## 行政
乌隆的邮政编码为58700，INSEE市镇编码为58203。

## 政治
乌隆所属的省级选区为卢瓦尔河畔拉沙里泰县。

## 人口

1962-2008年间人口变化图示

乌隆于2022年1月1日时的人口数量为64人。